# Hipparcos
A Hipparcos (High Precision Parallax Collecting Satellite) az ESA asztrometriai küldetése volt a csillagok parallaxisának, helyzetének és sajátmozgásának mérésére. A projektet Hipparkhosz ókori görög csillagász tiszteletére nevezték el. A küldetés ötlete 1967-ben jelent meg, az ESA a küldetést 1980-ban fogadta el.
A műholdat egy Ariane–4 hordozórakétával indították 1989. augusztus 8-án. Eredetileg geostacionárius pályára kellett volna állítani, de a gyorsítórakéta meghibásodott és a hold elnyúlt ellipszis pályán maradt, melynek magassága 500 / 36 000 km volt. A nehézségek ellenére minden tudományos célt sikerült teljesíteni, a kommunikációt 1993. augusztus 15-én fejezték be.
A programot két részre osztották: a Hipparcos kísérlet, melynek célja 118 ezer csillag öt asztrometriai paraméterének mérése 2-4 milliarcsec pontossággal és a Tycho kísérlet, melynek célja további 400 ezer csillag asztrometriai és fotometriai tulajdonságainak mérése valamivel kisebb pontossággal.
A végső Hipparcos-katalógus (118 ezer csillag 1 milliarcsec szintű asztrometriával) és Tycho katalógus (több mint egy millió csillag 20-30 milliarcsec asztrometriával és kétszínű fotometriával) összeállítását 1996 augusztusában fejezték be. A katalógusokat az ESA 1997 júniusában publikálta.
Hipparcos és Tycho adatokat használtak a Millennium Star Atlas létrehozásához, amely az égbolt teljes atlasza egy millió csillaggal 11 magnitúdó látszólagos fényességig és még 10 ezer más objektummal.
Felvetődött, hogy a Hipparcos az égbolt bizonyos részein 1 milliarcsec hibával mért volna. A Plejádok Hipparcos által megmért távolsága 10%-kal kisebb volt, mint a más módszerekkel kiszámított távolság. 2004 elejéig a kérdést nem sikerült megoldani.

### Magyar oldalak
- SH Atlasz: Űrtan – Asztrometria a világűrből (181. old)

### Külföldi oldalak
- The Hipparcos Space Astrometry Mission